# Jorge Enrique Velarde
Jorge Enrique Velarde Castañeda (Lima, 1856 - Iquique, 21 de mayo de 1879) fue un marino peruano que participó en la Guerra del Pacífico. En el Perú, es considerado como el primer héroe naval peruano. Murió en el combate naval de Iquique de tres disparos ejecutados por Arturo Prat, capitán chileno de la Esmeralda, siendo la única baja peruana en el Combate Naval de Iquique.

## Biografía
Jorge Velarde Castañeda tenía 23 años cuando fallece al enfrentarse al capitán de la Esmeralda. Sus padres fueron los arequipeños Melchor Velarde Echevarría y Francisca Castañeda Hernández. Había ingresado a los 15 a la Escuela Naval del Perú. En 1876 se embarcó en la fragata inglesa Oracle rumbo a Europa. De regreso al Perú fue ascendido a la clase de alférez. Tras otra travesía por las Islas Marquesas, Tahití y San Francisco, a bordo de la nave francesa Magacienne, fue ascendido por el brillo de sus méritos al rango de teniente 2º.
Pero en 1879 Velarde enfermó de tuberculosis y fue trasladado a Jauja para intentar su restablecimiento. Estando en esa ciudad, Chile empezó su ofensiva en contra del Perú. Velarde, sin haber sanado del todo, regresó a Lima y fue destacado de inmediato al Huáscar como oficial de órdenes y señales.Murió como oficial de gloria,En la Cubierta del Huáscar.

## Primer héroe naval peruano de la Guerra del Pacífico
Teniente segundo de la Armada Peruana. Se desempeñó como oficial de señales de cubierta en el Monitor Huáscar, bajo el mando del Contralmirante Miguel Grau durante la Guerra del Pacífico. Murió en el combate naval de Iquique, al tratar de contener el abordaje del capitán chileno Arturo Prat. Fue la única baja peruana en este combate, y el primer héroe naval peruano de la Guerra del Pacífico.
Pocos meses después, en noviembre de ese año, su tío Rafael Velarde fue nombrado Ministro de Relaciones Exteriores del Perú.
De él dijo Miguel Grau en el Parte del comandante del Huáscar al Director de Guerra y Director de Marina, al ancla en Iquique, 23 de mayo de 1879:

No puedo prescindir de llamar la atención de V.E. hacia la sensible pérdida del teniente 2º graduado don Jorge Velarde, para significar el notable comportamiento y arrojo con que este oficial conservó su puesto en la cubierta al pie del pabellón, hasta ser víctima de su valor y serenidad”

Sus restos fueron trasladados a Lima y enterrados en el Cementerio Presbítero Matías Maestro, posteriormente en 1908 fueron transferidos a la recién construida Cripta de los Héroes, dentro de dicho cementerio, donde reposa en la actualidad.